# Metageschäft
Das Metageschäft (italienisch à metà, „zur Hälfte“) ist ein Vertrag, bei dem sich die Vertragsparteien darauf einigen, den Gewinn, Verlust oder das Risiko eines Geschäfts zu teilen. 

## Allgemeines
Die Vertragsparteien werden zwar im eigenen Namen, aber für Rechnung der Meta tätig. Die Meta ist eine Innengesellschaft in Form der Gesellschaft bürgerlichen Rechts (Innen-GbR), deren Gründung Bestandteil des Metavertrags ist. Die Gesellschafter der GbR werden Metisten genannt.

## Arten
Unterschieden wird zwischen offenen Metageschäften, bei denen der Geschäftspartner der Metisten (also ein Dritter) Kenntnis vom Metageschäft der Metisten hat, und verdeckten Metageschäften, bei denen der Geschäftspartner nur mit einem Metisten rechtsgeschäftlich in Kontakt tritt und die Beteiligung des/der anderen Metisten nicht erkennen kann. Regelmäßig sind dem Geschäftspartner der weitere oder die weiteren stillen Metisten beim verdeckten Metageschäft nicht bekannt.

## Bankwesen
Häufigster Fall im Bankwesen sind die Gemeinschaftskredite (Metakredite) zwischen einer Sparkasse und der Landesbank als Metisten und Kreditgeber einerseits und einem Kreditnehmer, dem Kunden der Sparkasse andererseits. Genossenschaftsbanken können im Metageschäft für Gemeinschaftskredite auf die DZ Bank zurückgreifen. Das Kreditgeschäft der Sparkassen und Genossenschaftsbanken mit dem Mittelstand wäre ohne den Gemeinschaftskredit nicht denkbar. Die für den Gemeinschaftskredit häufig verwendete Bezeichnung „Metakredit“ ist insofern irreführend, als das Anteilsverhältnis von Sparkasse und Landesbank an einem Kredit nicht stets 50:50 sein muss. Aufgrund strenger Kreditkontingentierungen oder der Risikopolitik der Risikoteilung teilen Sparkassen ihr Kreditrisiko mit der Landesbank, indem letztere eine Bankbürgschaft übernimmt, die der Sparkasse als Kreditsicherheit für den Kredit der Sparkasse an ihren Kunden dient. Als alleiniger Kreditgeber fungiert im Außenverhältnis die Sparkasse, so dass dem Kreditnehmer das Metageschäft meist verborgen bleibt. 
Wird ein Gemeinschaftskredit gewährt, so hat nach § 5 RechKredV jedes beteiligte oder unterbeteiligte Kreditinstitut nur seinen eigenen Anteil an dem Kredit in die Bilanz aufzunehmen, soweit es die Mittel für den Gemeinschaftskredit zur Verfügung gestellt hat. Wird von der Landesbank lediglich die Haftung für den Ausfall eines Teils der Forderung aus einem Gemeinschaftskredit übernommen, so hat die Sparkasse den vollen Kreditbetrag auszuweisen und die Landesbank den Haftungsbetrag in der Bilanz im Unterposten „Verbindlichkeiten aus Bürgschaften und Gewährleistungsverträgen“ (Eventualverbindlichkeiten) zu vermerken.
Über das Kreditgeschäft hinaus gibt es im Rahmen der Sparkassen-Finanzgruppe auch Kooperationen zwischen Sparkassen und Landesbanken bei Finanzprodukten, die Sparkassen nicht selbst in Eigenfertigung „herstellen“ und deshalb offen oder verdeckt die Landesbanken einbeziehen (beispielsweise in der Außenhandelsfinanzierung, bei Auslandsüberweisungen oder im Emissionsgeschäft). Die Landesbanken überlassen diese von ihnen „hergestellten“ Finanzprodukte den Sparkassen auf dem Interbankenmarkt zum Interbankenkurs.

## International
Bis Dezember 2015 waren in Österreich Metageschäfte in § 31 Kapitalverkehrsteuergesetz geregelt. Bestand zwischen mehreren Händlern (Metisten) eine Metageschäftsverbindung, so war die Abrechnung zwischen den Metisten über Geschäfte, die einer von ihnen in eigenem Namen, aber für gemeinschaftliche Rechnung abgeschlossen hat, kein Anschaffungsgeschäft.